# Nikolaj Vladimirovič Tichonov
Nikolaj Vladimirovič Tichonov (in russo Николай Владимирович Тихонов?; Novomoskovsk, 23 maggio 1982) è un cosmonauta russo.

## Biografia
Nel 2005 si è laureato nel Dipartimento Aerospaziale dell'Istituto d'aviazione di Mosca iniziando poi a lavorare come ingegnere nella società russa Energia. Ad ottobre del 2006 è stato selezionato come cosmonauta del Centro di addestramento cosmonauti Jurij Gagarin (GCTC) nel gruppo di selezione RKKE 16. Dopo i due anni di addestramento di base, nel 2009 è entrato ufficialmente a far parte del Corpo Cosmonauti. 
Nel settembre del 2012 ha trascorso 6 giorni nel sottosuolo della Sardegna, all'interno della grotta Sa Grutta, insieme agli astronauti Andreas Mogensen, David Saint-Jacques, Soichi Noguchi, Michael Fincke e Andrew Feustel.
A luglio 2015 è stata ufficializzata dal GCTC la sua assegnazione all'Expedition 51/52, insieme ai colleghi Aleksandr Misurkin e Mark Vande Hei con partenza prevista per marzo 2017 a bordo della Sojuz MS-04. A novembre 2016, dopo che aveva già preso parte all'equipaggio di riserva per la Sojuz MS-02, è stato reso noto che non vi avrebbe più partecipato, a causa della decisione di Roscosmos di ridurre i propri cosmonauti presenti sulla ISS fino al lancio del modulo russo Nauka. Per lo stesso motivo è stato rimosso dall'equipaggio della missione Sojuz MS-10 nel 2018, che si è poi conclusa con il lancio fallito nell'ottobre 2018. Dopo tredici anni di addestramento, è stato poi assegnato per la prima volta come comandante di una navicella Sojuz, la Sojuz MS-16, con il cosmonauta Andrej Babkin e l'astronauta NASA Christopher Cassidy con partenza prevista per aprile 2020. Nel febbraio dello stesso anno però ha avuto un infortunio ad un occhio che ne ha compromesso la partecipazione alla missione. Il 19 febbraio la commissione medica di Roscosmos l'ha dichiarato non idoneo al volo spaziale e sia lui che Babkin sono stati sostituiti.
Da febbraio  a luglio 2020 continua l'addestramento in previsione di un'assegnazione ad una missione e in attesa della guarigione dell'occhio.
Il 31 luglio 2020, a causa delle lesioni all'occhio, lascia il corpo cosmonauti di Roscosmos senza essere mai andato nello spazio.